# Vanjān
Vanjān (persiska: ونجان) är en ort i Iran.   Den ligger i provinsen Östazarbaijan, i den nordvästra delen av landet, 400 km nordväst om huvudstaden Teheran. Vanjān ligger 1 586 meter över havet och antalet invånare är 338.
Terrängen runt Vanjān är lite bergig, och sluttar söderut. Runt Vanjān är det ganska glesbefolkat, med 40 invånare per kvadratkilometer. Närmaste större samhälle är Tark, 8,7 km öster om Vanjān. Trakten runt Vanjān består i huvudsak av gräsmarker.